# Homalomelas quadridentatus
Homalomelas quadridentatus là một loài bọ cánh cứng trong họ Cerambycidae.